# کاشفان (فیلم)
کاشفان (انگلیسی: The Discoverers) یک کمدی سیاه آمریکایی است که در سال ۲۰۱۴ منتشر شد. در این فیلم گریفین دان، مدلین مارتین، و کارا بوینو نقش آفرینی کرده‌اند